# فيفيان تان
فيفيان تان (بالإنجليزية: Vivian Tan)‏ هي لاعبة تنس الطاولة أسترالية، ولدت في 17 سبتمبر 1977 في شانغهاي في الصين.

## وصلات خارجية
- فيفيان تان على موقع أوليمبيديا (الإنجليزية)
- فيفيان تان على موقع اللجنة الأولمبية الأسترالية (الإنجليزية)
- فيفيان تان على موقع اتحاد ألعاب الكومنولث (مؤرشف) (الإنجليزية)